# Grå Gåsen
Grå Gåsen är ett boutiquehotell i Burgsvik på södra Gotland. Hotellet har lånat sitt namn av Öja kyrka, eller "Gra gasi" (Grågåsen) på gotländska. Den stora byggnaden är en patriciervilla som går i italiensk stil och uppfördes under 1850-talet av engelsmannen G.F. Tomson och hans hustru Stava. Hotellet öppnades i ny regi år 2020 och lånades under sensommaren 2010 ut till produktionsbolaget Mastiff för inspelningen av TV4:s tv-program Så mycket bättre.